# Повернення додому (фільм, 1978)
«Повернення додому» (англ. Coming Home) — це американська драма 1978 року режисера Гела Ешбі, розповідь про наслідки в'єтнамської війни і долю її ветеранів, за сценарієм Роберта Джонса та Вальдо Солта. Джейн Фонда грає Саллі Гайд, закохану в ветерана Люка Мартіна (Джон Войт) жінку, чоловік якої, Боб (Брюс Дерн) також воює у В'єтнамі.
Фільм був номінований на вісім «Оскарів» і у трьох номінаціях переміг.

## Сюжет
Саллі — дружина капітана морської піхоти Боба Гайда, який з 1968 року служить у В'єтнамі. Вона залишена на самоті й не може впоратися з раптовою самотністю. Через свою подругу Віолу Мансон, чий брат Білл отримує психіатричне лікування у військовому шпиталі, оскільки не може прийти до тями після участі у війні, Саллі усвідомлює долю ветеранів В'єтнаму. Вона вирішує працювати волонтером у цьому військовому шпиталі. Там вона зустрічає Люка Мартіна, знайомого їй з часів навчання у коледжі. Люк був сильно поранений на війні і з того часу паралізований, тому змушений пересуватися в інвалідному візку. Йому психологічно важко приймати допомогу, від якої він залежить, невимовний жах, який йому довелося пережити, сповнює його люті, що потребує виходу. Саллі, вражена фізичними й душевними травмами ветеранів В'єтнаму, намагається робити все, аби допомогти цим чоловікам.
Завдяки стосункам, що виникають між Саллі й Люком, поступово зменшується його агресивність до оточення. Люку вдається звикнути до своєї інвалідності й прийняти її як частину життя. Політична позиція Саллі щодо війни радикально змінюється, вона стає дедалі більш незалежною, це відбивається на її шлюбі з Бобом, вона все більше відчужується і відчуває, що Боб втрачає довіру до неї.
Дружба Саллі з Люком перетворюється на кохання. Люк, ледь отримавши можливість вільно пересуватися у візку, рушає до шкіл і зборів молоді, аби розповісти правду про війну. Боб, поранений і позбавлений усіх ілюзій, повертається з війни, і розуміє, що втратив дружину. Звичний до повсякденної жорстокості, він спочатку намагається вбити суперника, але зіткнувшись з інвалідом тієї самої війни, що скалічила і його самого, він йде на берег океану і поринає у хвилі, не маючи наміру повертатися.

## Створення

### Попередня історія
Джейн Фонда, після успіху фільму «Джулія», вирішила самостійно продюсувати свій наступний фільм «Повернення додому». З цією метою 1973 року вона заснувала разом з колегою, антивоєнним активістом Брюсом Гілбертом, продюсерську компанію IPC Films (IPC — Indochina Peace Campaign — Індокитайська мирна кампанія). Ідея створення фільму виникла у Фонда під впливом знайомства з долею паралізованого ветерана в'єтнамської війни, Рона Ковіка, якого вона зустріла на антивоєнній демонстрації. Ковік вже тоді писав свою автобіографічну книгу, екранізацію якої, «Народжений четвертого липня», згодом створив режисер Олівер Стоун.
Протягом п'яти років на замовлення IPC Films Ненсі Дауд розробляла сценарій (попередня назва «Buffalo Ghosts») про стосунки двох жінок, чиї чоловіки воюють у В'єтнамі. Фонда та Гілберт зажадали змінити сюжет майбутнього фільму на більш традиційний любовний трикутник, з Фондою між двома чоловіками, і Дауд, яка не бажала такої зміни, залишила проєкт. Заснований на новій концепції сценарій «Повернення додому», був написаний Вальдо Солтом і Робертом Джонсом, але ім'я Ненсі Дауд, як автора початкової історії, збереглося.
Джон Шлезінгер спочатку передбачався режисером фільму, але залишив проєкт, оскільки вважав, що режисер-американець краще впорається з в'єтнамською тематикою. Його замінив Гел Ешбі. Джейн Фонда з самого початку мала виконати роль Саллі Гайд. Проте від ролі Люка Мартіна відмовились Джек Ніколсон, Аль Пачино і Сильвестр Сталлоне. Джон Войт, друг Фонди, що передбачався на роль чоловіка Саллі, зрештою виконав роль паралізованого Люка, а на роль капітана Боба Гайда призначили Брюса Дерна.

### Виробництво
В 1970 роки Фонда була відома своєю політичною активністю, зокрема її опозицію до в'єтнамської війни. Після серії суперечливих публічних заяв і публікації фотографії, де Фонда перебуває на північно-в'єтнамській зенітній батареї у Ханої, діяльність актриси було піддано критиці й кваліфікувалася як «антиамериканська» серед військового персоналу та політичних консерваторів. Під час виробництва фільму кілька джерел доводили, що «Повернення додому» є засобом ствердження і пропаганди політичних переконань Фонди. Проте в лютому 1977 року Фонда на сторінках Los Angeles Times заперечила такі заяви й пояснила, що картина не моралістична або важка, а скоріше є «підтвердженням людського потенціалу перед небезпекою».
Зйомки виконувались з січня по травень 1977 року, зокрема, у Лос-Анджелесі та шпиталі Давні, штат Каліфорнія, та у Гонконзі продюсерськими компаніями Jerome Hellman Productions та Jayne Productions для United Artists.
В деяких дуже відвертих сценах кохання Джейн Фонду двічі замінила дублерка. Продюсер Джером Геллман також повідомляв, що Войт живе в інвалідному візку протягом двох місяців, аби точно відтворити свою роль.
Кошторис фільму становив приблизно 3 мільйони доларів.

### Музика
У фільмі використані пісні у виконанні The Beatles, Дженіс Джоплін, Тіма Баклі, Buffalo Springfield, Боба Ділана, Арети Франклін, Джимі Гендрікса, Jefferson Airplane, The Rolling Stones, Річі Гевенса, Simon and Garfunkel, The Chambers Brothers та Steppenwolf.
- Hey Jude у виконанні The Beatles, автори  Пола Маккартні та  Джона Леннона
- Strawberry Fields Forever у виконанні The Beatles, автори  Пола Маккартні та Джона Леннона
- Once I Was, автор і виконавець Тім Баклі
- Expecting to Fly у виконанні Buffalo Springfield, автор Ніл Янг
- For What It's Worth у виконанні Buffalo Springfield, автор Стівен Стіллз
- Just Like a Woman, автор і виконавець Боб Ділан
- Save Me у виконанні Арети Франклін, автори King Curtis, Арета та Керолін Франклін
- Follow у виконанні Річі Гевенса, автор Джеррі Меррік
- Manic Depression, автор і виконавець Джимі Гендрікс
- White Rabbit у виконанні Jefferson Airplane, автор Грейс Слік
- Out of Time у виконанні The Rolling Stones, автори Мік Джаггер та Кіт Річардс
- No Expectations у виконанні The Rolling Stones, автори Мік Джаггер та Кіт Річардс
- Jumpin’ Jack Flash у виконанні The Rolling Stones, автори Мік Джаггер та Кіт Річардс
- Ruby Tuesday у виконанні The Rolling Stones, автори Мік Джаггер та Кіт Річардс
- Sympathy for the Devil у виконанні The Rolling Stones, автори Мік Джаггер та Кіт Річардс
- My Girl у виконанні The Rolling Stones, автори Смокі Робінсон та Рональд Вайт
- Bookends у виконанні Simon & Garfunkel, автор Пол Саймон
- Born to Be Wild у виконанні Steppenwolf, автор Марс Бонфайр
- The Star-Spangled Banner (1814) у виконанні оркестру телебачення, автор Джон Стаффорд Сміт
- Time Has Come Today у виконанні The Chambers Brothers, автори Джозеф та Віллі Чамберс

### Показ
Прем'єра фільму відбулася в США 15 лютого 1978 року. Того ж року він демонструвався у Великій Британії, Японії, Колумбії, Данії, Австралії, Швеції, Франції, Бельгії, Фінляндії, Італії та Гонконгу. В березні 1979 року фільм дивилися в Іспанії, в травні 1980 року в Угорщині та в Туреччині в жовтні 1982 року. Показ також відбувся в Аргентині, Болгарії, Бразилії, Канаді, Естонії, Іспанії, Греції, Ізраїлі, Мексиці, Норвегії, Польщі, Португалії, Румунії та Радянському Союзі.
У травні 1978 року фільм брав участь у конкурсній програмі 31-го Каннського міжнародного кінофестивалю.
15 лютого 2008 фільм демонструвався на Берлінському міжнародному кінофестивалі.
2 липня 2016 року він був представлений на міжнародному кінофестивалі в Карлових Варах в Чехії.

## Нагороди
На Каннському кінофестивалі 1978 року Джон Войт отримав нагороду за цей фільм як кращий актор, а Гел Ешбі номінувався на  Золоту пальмову гілку.
1979 року фільм брав участь у вісьмох номінаціях «Оскар»: в категорії «Кращий фільм» (Джером Геллман), «Кращий режисер» (Гел Ешбі), «Кращий актор в головній ролі» (Джон Войт), «Краща акторка в головній ролі» (Джейн Фонда), «Кращий актор другого плану» (Брюс Дерн), «Краща акторка другого плану» (Пенелопа Мілфорд), «Кращий сценарій» (Ненсі Дауд, Вальдо Солт, Роберт К. Джонс), «Кращий монтаж» (Дон Ціммерман).
Нагороду Академії кіномистецтва отримали Джон Войт, Джейн Фонда та сценаристи Вальдо Солт, Роберт К. Джонс і Ненсі Дауд.
Окрім того, фільм та його творці були номіновані й відзначені такими нагородами:
- 1978 Премія кінокритиків Нью-Йорка кращому актору — Джон Войт, 2 місце — Джейн Фонда[11]
- 1978 Премія NBR (National Board of Review) кращому актору — Джон Войт[12]
- 1978 Премія Асоціації кінокритиків Лос-Анджелеса найкращому акторові — Джон Войт, найкращій акторці — Джейн Фонда, найкращий фільм — «Повернення додому»[13]
- 1979 Номінація на  Премію Гільдії режисерів Америки за Видатні досягнення у створенні фільму[14]
- 1979 Номінація на  Премію «Золотий глобус» за найкращу режисерську роботу[15]
- 1979 Вальдо Солт та Роберт К. Джонс отримали нагороду Гільдії письменників Америки в категорії «Краща драма, написана для екрана»
- 1979 Гільдія німецьких кінематографістів 1980 нагородила Гела Ешбі в категорії «Найкращий іноземний фільм»[16]